# Copy strategy
La copy strategy è un tipo di modello operativo usato in pubblicità. Implementato durante gli anni sessanta ad opera di alcune aziende e agenzie pubblicitarie statunitensi, esso definisce le scelte strategiche di un'azione pubblicitaria spartendole in cinque punti: 
- Consumer's benefit è il vantaggio che il prodotto promette al consumatore;
- Reason why è l'argomento razionale che la pubblicità fornisce per rendere credibili i vantaggi promessi dal prodotto;
- Supporting evidence sono le prove che supportano la reason why e, dunque, la promessa;
- Tone of voice è la modalità espressiva di presentazione dei vantaggi e dei relativi argomenti;
- Target è la definizione precisa della categoria di pubblico cui rivolgersi.

Tale modello nasce dall'esigenza di creare pubblicità coerenti e costituire un punto di riferimento non solo per la creazione del testo (in inglese copy), ma di tutta quanta la pubblicità.
La copy strategy è stata messa in discussione verso la fine degli anni settanta da Jacques Séguéla, che elabora la star strategy.